# Jordan (métro de Hong Kong)
Pour les articles homonymes, voir Jordan.
Jordan (chinois : 佐敦) est une station de la Tsuen Wan Line du métro de Hong Kong. Elle est située au croisement de Nathan Road et de Jordan Road, dans la zone Jordan, à Hong Kong qui est une région administrative spéciale de la Chine.

## Situation sur le réseau

Plan du métro de Hong Kong.

La station Jordan est une station de située sur la Tsuen Wan Line (ligne rouge), entre la station Tsim Sha Tsui, en direction du terminus sud Central, et la station Yau Ma Tei, en direction du terminus nord Tsuen Wan.
La station est constituée d'un quai central, avec portes palières, encadré par les deux voies de la ligne.

## Histoire
La station Jordan est mise en service le 31 décembre 1979.

## Services aux voyageurs

### Accès et accueil
La station dispose de plusieurs accès : à l'ouest : A, B, B1 et B2 ; à l'est : C, C1, C2, D et E. À l'est un ascenseur permet l'accès des personnes handicapées,.

### Desserte
Jordan est desservie par les rames qui circulent entre les deux terminus de la ligne de 5h53 à 01h11.

Installations
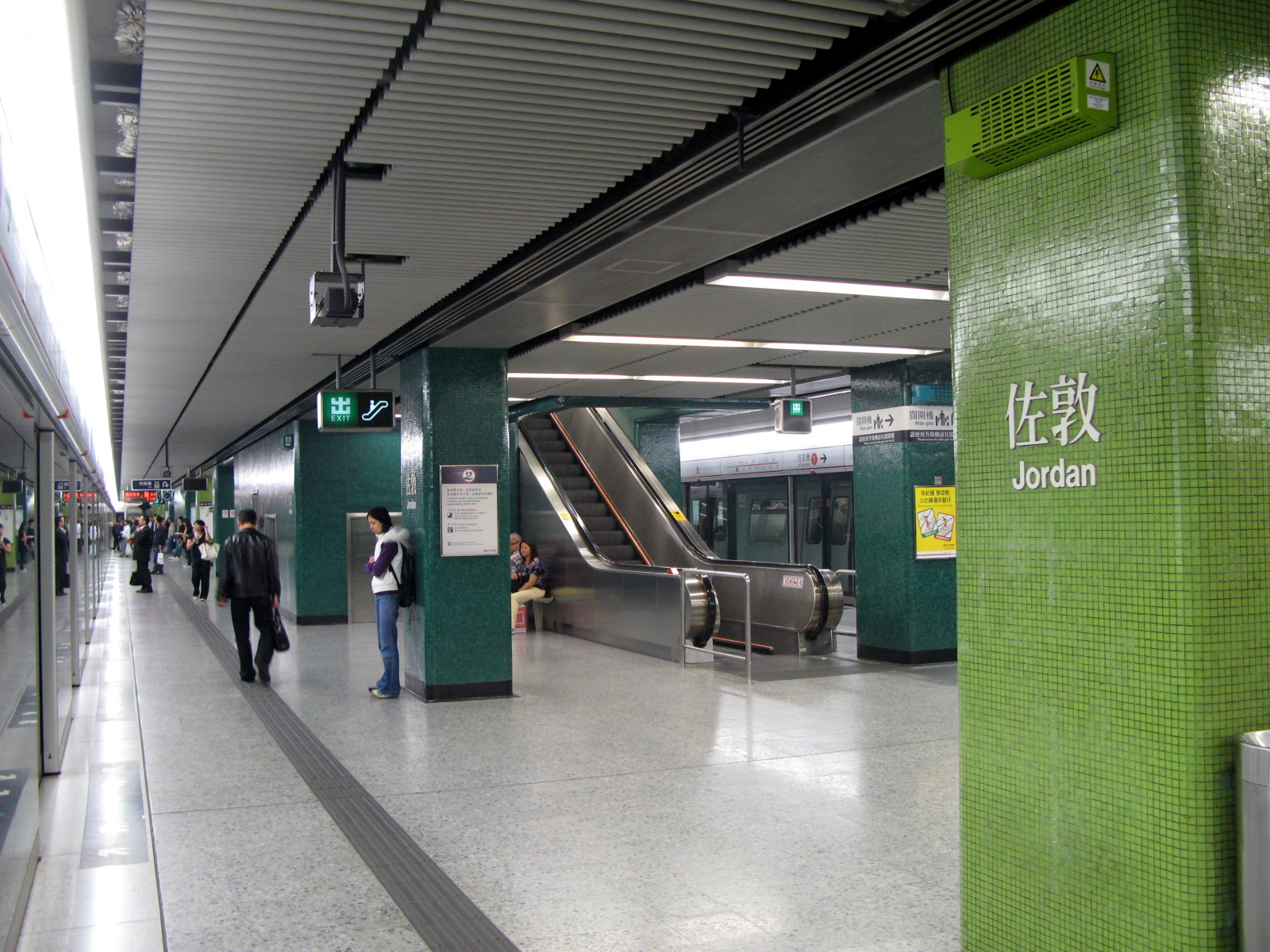
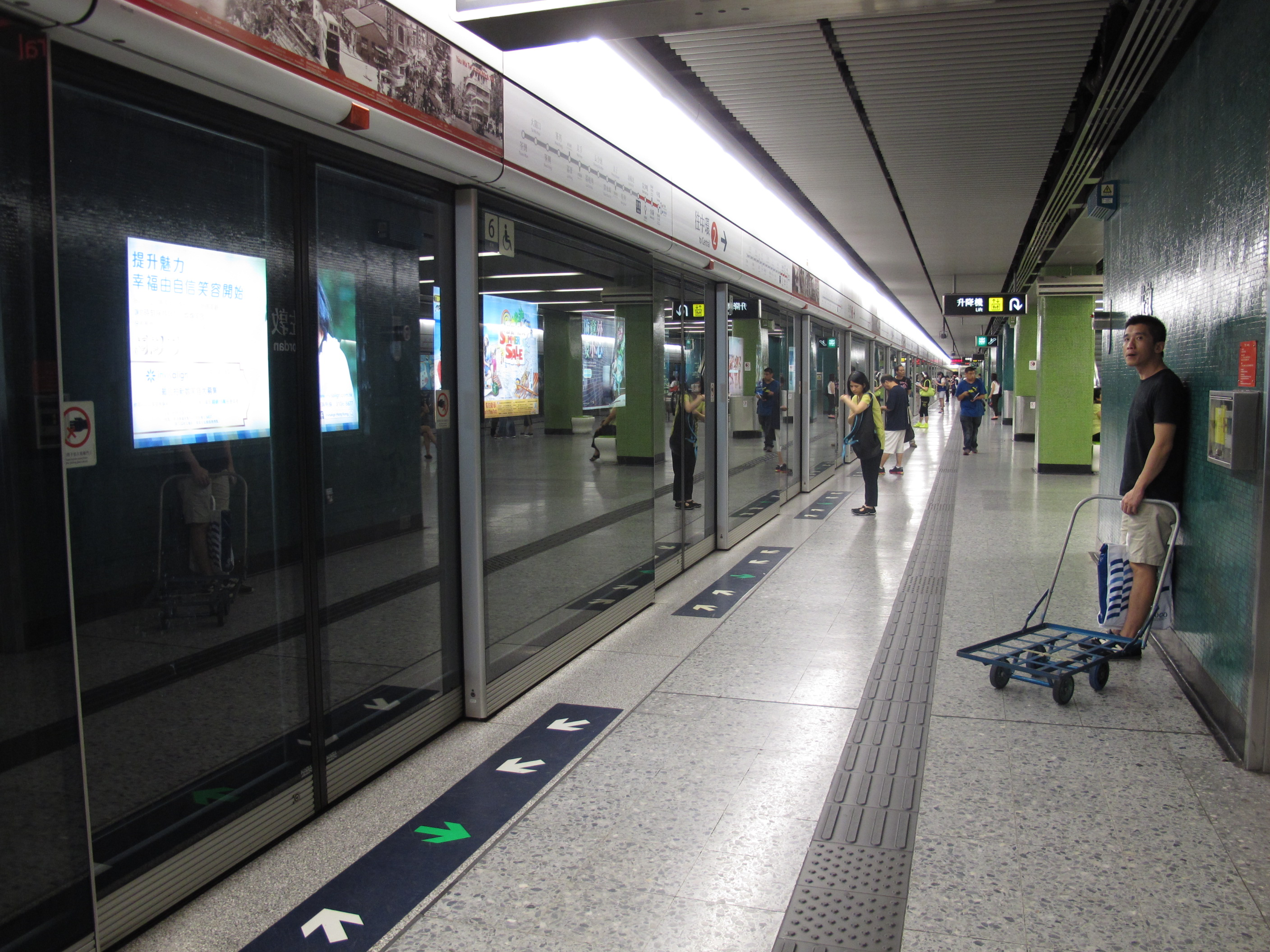
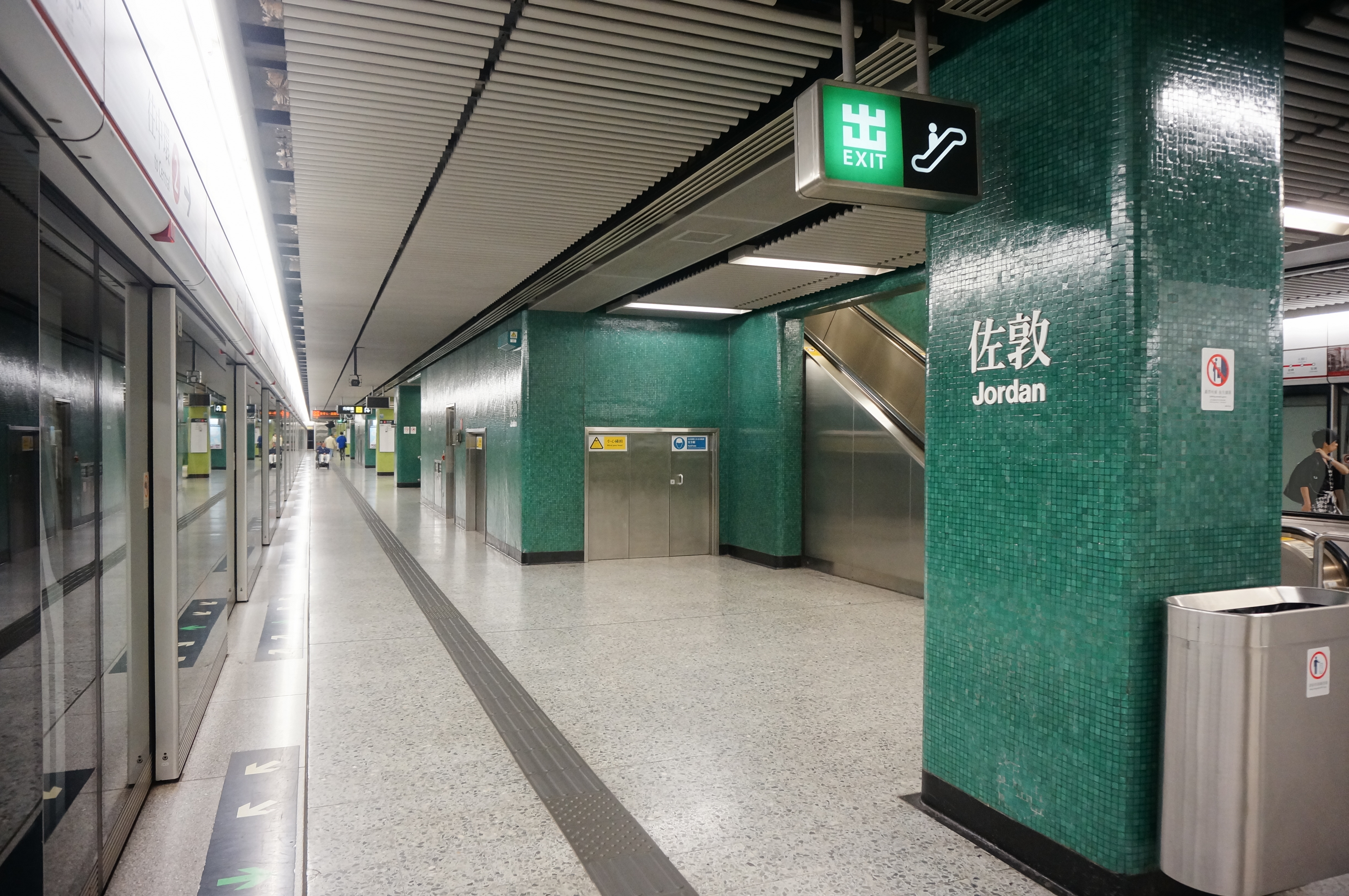
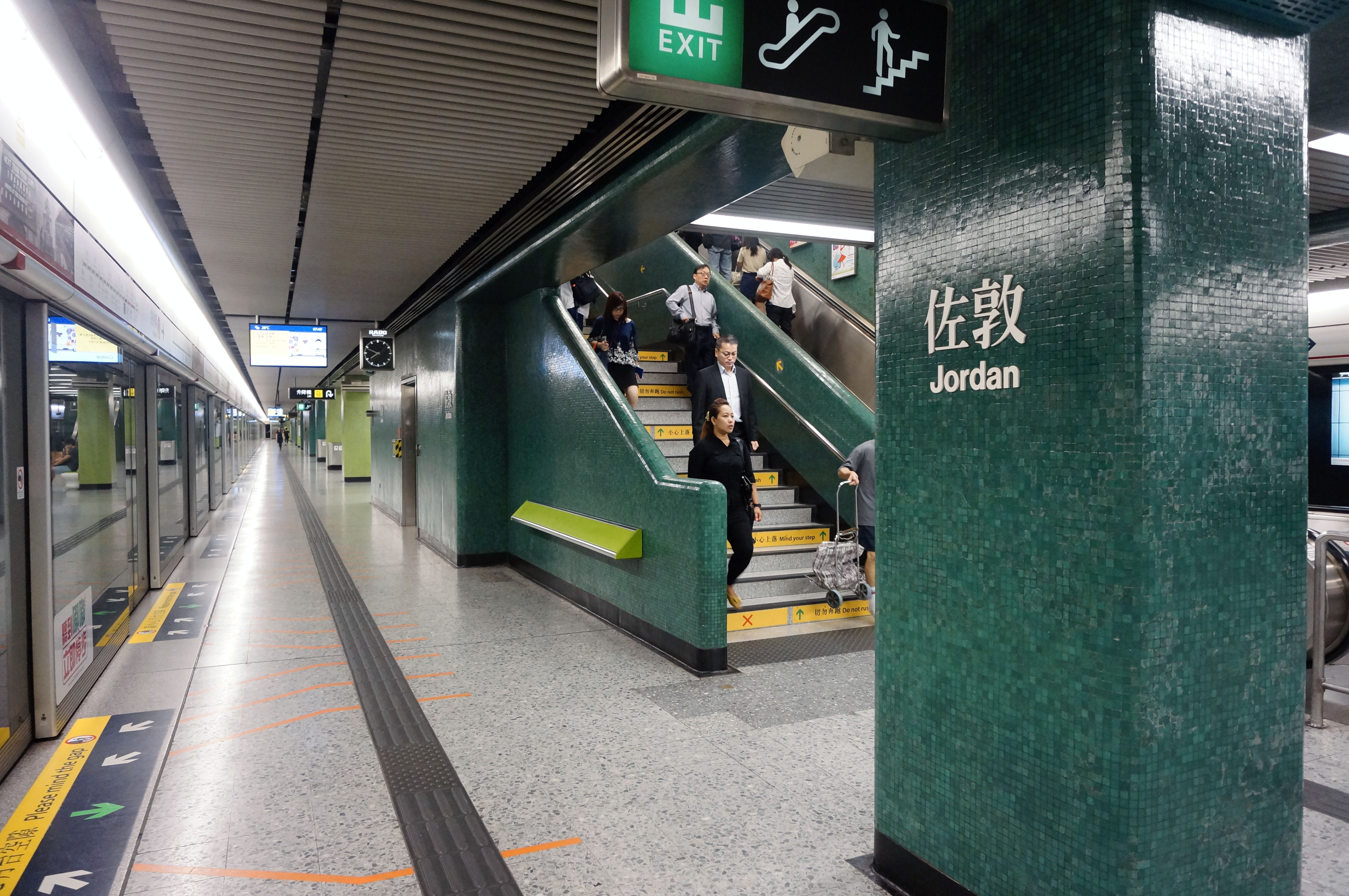
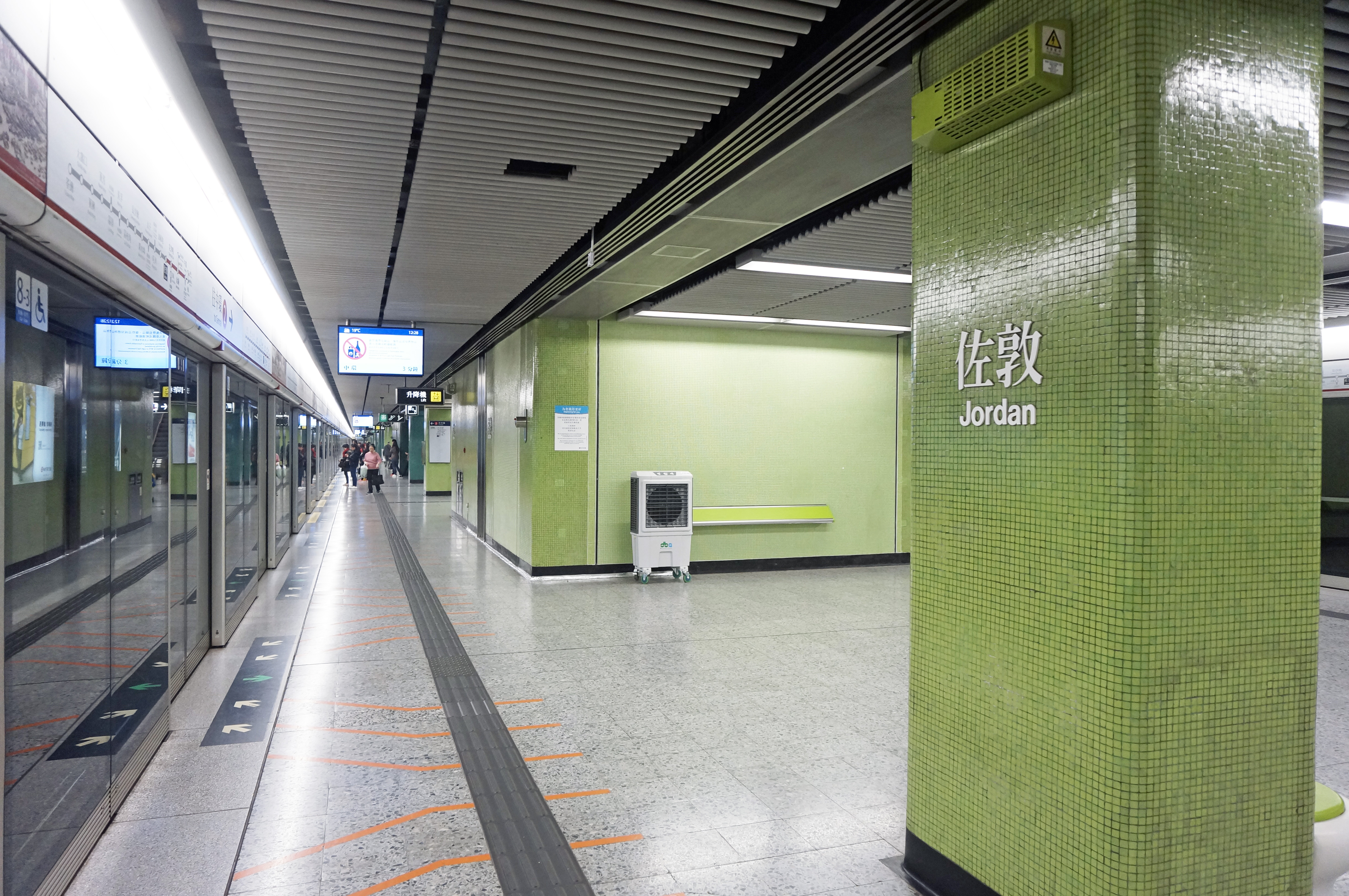

## À proximité
- Bureau des antiquités et monuments